# Kurowskie Chałupy
Kurowskie Chałupy est une localité polonaise de la gmina de Wiązów, située dans le powiat de Strzelin en voïvodie de Basse-Silésie.